# Фатальне таксі
Фатальне таксі (англ. The Faithful Taxicab) — американська короткометражна кінокомедія Мака Сеннета 1913 року з Мейбл Норманд в головній ролі.

## У ролях
- Мейбл Норманд — Мейбл
- Форд Стерлінг — Еберт Трокмортон
- Роско ’Товстун’ Арбакл — коханий Мейбл
- Чарльз Інслі — прихвостень
- Вільям Хаубер — поліцейський